# Goniurosaurus lichtenfelderi
Espèce
Synonymes
- Eublepharis lichtenfelderi Mocquard 1897
- Goniurosaurus murphyi Orlov & Darevsky, 1999

Goniurosaurus lichtenfelderi est une espèce de geckos de la famille des Eublepharidae.

## Répartition
Cette espèce se rencontre au Viêt Nam et au Guangxi et à Hainan en Chine.

## Taxinomie
La sous-espèce Goniurosaurus lichtenfelderi hainanensis a été élevée au rang d'espèce.
Goniurosaurus murphyi décrite en 1999 a été placé en synonymie avec Goniurosaurus lichtenfelderi par Grismer, 2000

## Étymologie
Cette espèce est nommée en l'honneur de Charles Lichtenfelder.

## Publication originale
- Mocquard, 1897 : Notes herpétologiques. Bulletin du Muséum national d'histoire naturelle, ser. 1, vol. 3, n. 6, p. 211-217 (texte intégral).